# Plommonhättad astrild
Plommonhättad astrild (Emblema modestum) är en fågel i familjen astrilder inom ordningen tättingar.

## Utseende och läte
Plommonhättad astrild är en liten, brun tätting med tätt tvärbandad undersida. På vingar och övergump syns ljusa fläckar och stjärten är ljusspetsad. Hjässan och hos hanen även hakan är plommonfärgad. 

## Utbredning och systematik
Fågeln förekommer i östra Australien från Burdekinfloden i Queensland till närheten av Sydney, New South Wales. Den behandlas som monotypisk, det vill säga att den inte delas in i några underarter.

### Släktestillhörighet
Plommonhättad astrild placeras traditionellt i släktet Neochmia. Genetiska studier visar dock att arterna i släktet inte står varandra närmast, där plommonhättad astrild snarare är en del av en grupp i övrigt bestående av sävastrild, målad astrild och ringastrild. Initialt lyftes den ut till egna släktet Aidemosyna, men har senare inkorporerats i målade astrildens släkte Emblema.

## Levnadssätt
Plommonhättad astrild hittas i torra gräsmarker, men också i jordbruksområden. Den födosöker i gräs eller på marken, ibland i stora, artblandade flockar.

## Status
Arten har ett stort utbredningsområde och beståndet anses stabilt. Internationella naturvårdsunionen IUCN listar den därför som livskraftig (LC).